# Кича, Павел Дмитриевич
Павел Дмитриевич Кича (1914—1993) — полный кавалер ордена Славы. Помощник командира взвода разведки 193-го пластунского стрелкового полка (9-я пластунская стрелковая дивизия, 60-я армия, 4-й Украинский фронт), старший сержант.

## Биография
Родился в станице Бриньковская (ныне Приморско-Ахтарского района Краснодарского края) в казачей семье . Русский. Образование начальное. Работал пчеловодом в колхозе. В 1936—1938 годах проходил действительную службу в Красной армии.

### В Великой Отечественной войне
В 1941 году был вновь призван в армию. Место призыва: Приморско-Ахтарский РВК, Краснодарский край, Приморско-Ахтарский район. С началом Великой Отечественной войны на фронте. Стал разведчиком, на завершающем этапе войны воевал в составе 193-го пластунского стрелкового полка. Участвовал в боях за освобождение Польши, войну закончил в Чехословакии.

### Подвиг
- 23 августа 1944 года командир отделения автоматчиков 193-го пластунского стрелкового полка (9-я пластунская стрелковая дивизия, 5-я гвардейская армия, 1-й Украинский фронт) старший сержант Кича в составе десанта на танках внезапно ворвался в населённый пункт Домбье (северо-восточнее города Тарнув, Польша) и в бою уничтожил 5 гитлеровцев.

Приказом от 13 сентября 1944 года старший сержант Кича Павел Дмитриевич награждён орденом Славы 3 степени.(№ 277501).
- 15 марта 1945 года помощник командира взвода разведки старший сержант Кича в бою 11 км южнее города Козель (ныне Кендзежин-Козле, Польша) подавил пулемёт противника. В ночь на 16 марта 1944 года во главе взвода, находясь в разведке, вступил в бой с засадой противника, истребил 9 гитлеровцев и захватил ценные документы.

Приказом командующего войсками 60-й армии генерал-полковника Курочкина П. А. от 30 апреля 1945 года № 067/н старший сержант Кича Павел Дмитриевич награждён орденом Славы 2 степени. (№ 22256).
- 23 апреля 1945 года при отражении контратаки противника в 2 км юго-западнее города Опава (Чехословакия) старший сержант Кича вышел в тыл противнику и внезапно его атаковал. Было уничтожено много фашистских солдат, а 8 взято в плен. В ходе боёв 4-8 мая 1945 года в районе юго-восточнее населённого пункта Забржег (Чехословакия) ворвался в расположение противника, гранатами забросал 4 огневые точки, истребил свыше 10 солдат и 1 взял в плен. В числе первых вышел с бойцами к реке Морава южнее Забржега, захватил место переправы и удерживал его до подхода основных сил.

В 1945 году старший сержант Кича был демобилизован. Вернулся на родину.
Указом Президиума Верховного Совета СССР от 15 мая 1946 года за исключительное мужество, отвагу и бесстрашие, в боях с гитлеровскими захватчиками старший сержант Кича Павел Дмитриевич награждён орденом Славы 1 степени. (№N895). Стал полным кавалером ордена Славы.

### После войны
Жил в станице Ольгинская Приморско-Ахтарского района.
Участник Парада Победы на Красной площади в Москве 24 июня 1945 года. Работал в колхозе пчеловодом, оператором на молочно-товарной ферме. Скончался 9 октября 1993 года.

## Награды
- орден Отечественной войны I степени[1]
- Орден Красной Звезды[2]

- орден Славы I степени
- орден Славы II степени[3]

- орден Славы III степени
- Медаль «В ознаменование 100-летия со дня рождения Владимира Ильича Ленина»
- Медаль «За победу над Германией в Великой Отечественной войне 1941—1945 гг.» (9 мая 1945[4])
- Юбилейная медаль «Двадцать лет Победы в Великой Отечественной войне 1941—1945 гг.» (7 мая 1965[5])
- Юбилейная медаль «Тридцать лет Победы в Великой Отечественной войне 1941—1945 гг.»[6]
- Юбилейная медаль «Сорок лет Победы в Великой Отечественной войне 1941—1945 гг.»[7]

## Память
- На могиле установлен надгробный памятник.